# Canton du Pays messin
Pour les articles homonymes, voir pays messin et messin.
Le canton du Pays messin est une circonscription électorale française du département de la Moselle.

## Histoire
Un nouveau découpage territorial de la Moselle entre en vigueur à l'occasion des élections départementales de 2015. Il est défini par le décret du 18 février 2014, en application des lois du 17 mai 2013 (loi organique 2013-402 et loi 2013-403). Les conseillers départementaux sont, à compter de ces élections, élus au scrutin majoritaire binominal mixte. Les électeurs de chaque canton élisent au Conseil départemental, nouvelle appellation du Conseil général, deux membres de sexe différent, qui se présentent en binôme de candidats. Les conseillers départementaux sont élus pour 6 ans au scrutin binominal majoritaire à deux tours, l'accès au second tour nécessitant 12,5 % des inscrits au 1er tour. En outre la totalité des conseillers départementaux est renouvelée. Ce nouveau mode de scrutin nécessite un redécoupage des cantons dont le nombre est divisé par deux avec arrondi à l'unité impaire supérieure si ce nombre n'est pas entier impair, assorti de conditions de seuils minimaux. Dans la Moselle, le nombre de cantons passe ainsi de 51 à 27.
Le canton du Pays messin est formé de communes des anciens cantons de Vigy (23 communes), de Pange (19 communes), de Verny (4 communes) et de Montigny-lès-Metz (5 communes). Il est entièrement inclus dans l'arrondissement de Metz. Le bureau centralisateur est situé à Courcelles-Chaussy. Le 1er juin 2016, par arrêté préfectoral du 29 avril 2016, les communes de Colligny et Maizery fusionnent pour donner Colligny-Maizery ramenant le nombre de communes du canton à cinquante. Le 1er janvier 2017, les communes d'Ogy et Montoy-Flanville fusionnent pour donner Ogy-Montoy-Flanville ramenant le nombre de communes du canton à quarante-neuf.

## Représentation
| Période élective | Période élective | Mandat | Mandat   | Identité            | Nuance | Nuance | Qualité |
| ---------------- | ---------------- | ------ | -------- | ------------------- | ------ | ------ | --- |
| 2015             | 2021             | 2015   | 2021     | Martine Gillard     |        | DVD    | Orthophoniste Adjointe au maire de Peltre |
| 2015             | 2021             | 2015   | 2021     | Jean-Louis Masson   |        | DVD    | Ingénieur en chef des mines Sénateur de la Moselle (depuis 2001) Conseiller municipal de Nouilly (2008 → 2020) Ancien conseiller général du canton de Vigy (1976 → 2015) |
| 2021             | 2028             | 2021   | en cours | Patrick Grélot      |        | DVD    | Adjoint au maire de Courcelles-Chaussy |
| 2021             | 2028             | 2021   | en cours | Marie-Jo Zimmermann |        | HOR    | Peltre, membre d'Horizons |

### Résultats détaillés

#### Élections de mars 2015
À l'issue du 1er tour des élections départementales de 2015, deux binômes sont en ballottage : Olivier Bauchat et Pascale Gendarme (FN, 31,79 %) et Martine Gillard et Jean-Louis Masson (DVD, 25,19 %). Le taux de participation est de 51,84 % (16 409 votants sur 31 654 inscrits) contre 44,87 % au niveau départemental et 50,17 % au niveau national.
Au second tour, Martine Gillard et Jean-Louis Masson (DVD) sont élus avec 62,17 % des suffrages exprimés et un taux de participation de 50,51 % (9 067 voix pour 16 023 votants et 31 723 inscrits).

#### Élections de juin 2021
Le premier tour des élections départementales de 2021 est marqué par un très faible taux de participation (33,26 % au niveau national). Dans le canton du Pays messin, ce taux de participation est de 31,87 % (10 553 votants sur 33 117 inscrits) contre 26,75 % au niveau départemental. À l'issue de ce premier tour, deux binômes sont en ballottage : Patrick Grélot et Marie-Jo Zimmermann (DVD, 45,1 %) et Fatima Becker et Éric Gulino (DVG, 23,67 %).
Le second tour des élections est marqué une nouvelle fois par une abstention massive équivalente au premier tour. Les taux de participation sont de 34,36 % au niveau national, 27,16 % dans le département et 32,28 % dans le canton du Pays messin. Patrick Grélot et Marie-Jo Zimmermann (DVD) sont élus avec 62,76 % des suffrages exprimés (6 257 voix pour 10 691 votants et 33 123 inscrits),,.

## Composition
Le canton du Pays messin comprend quarante-neuf communes entières.
| Nom                                        | Code Insee | Intercommunalité               | Superficie (km2) | Population (dernière pop. légale) | Densité (hab./km2) | Modifier                                    |
| ------------------------------------------ | ---------- | ------------------------------ | ---------------- | --------------------------------- | ------------------ | ------------------------------------------- |
| Courcelles-Chaussy (bureau centralisateur) | 57155      | CC Haut Chemin - Pays de Pange | 19,02            | 3 005 (2022)                      | 158                | modifier les données · modifier les données |
| Antilly                                    | 57024      | CC Rives de Moselle            | 4,74             | 195 (2022)                        | 41                 | modifier les données · modifier les données |
| Argancy                                    | 57028      | CC Rives de Moselle            | 11,45            | 1 334 (2022)                      | 117                | modifier les données · modifier les données |
| Ars-Laquenexy                              | 57031      | Eurométropole de Metz          | 6,25             | 938 (2022)                        | 150                | modifier les données · modifier les données |
| Ay-sur-Moselle                             | 57043      | CC Rives de Moselle            | 4,69             | 1 614 (2022)                      | 344                | modifier les données · modifier les données |
| Bazoncourt                                 | 57055      | CC Haut Chemin - Pays de Pange | 13,21            | 542 (2022)                        | 41                 | modifier les données · modifier les données |
| Burtoncourt                                | 57121      | CC Haut Chemin - Pays de Pange | 5,11             | 226 (2022)                        | 44                 | modifier les données · modifier les données |
| Chailly-lès-Ennery                         | 57125      | CC Rives de Moselle            | 7,29             | 404 (2022)                        | 55                 | modifier les données · modifier les données |
| Charleville-sous-Bois                      | 57128      | CC Haut Chemin - Pays de Pange | 12,82            | 285 (2022)                        | 22                 | modifier les données · modifier les données |
| Charly-Oradour                             | 57129      | CC Rives de Moselle            | 6,77             | 793 (2022)                        | 117                | modifier les données · modifier les données |
| Chesny                                     | 57140      | Eurométropole de Metz          | 4,34             | 557 (2022)                        | 128                | modifier les données · modifier les données |
| Chieulles                                  | 57142      | Eurométropole de Metz          | 2,61             | 413 (2022)                        | 158                | modifier les données · modifier les données |
| Coincy                                     | 57145      | CC Haut Chemin - Pays de Pange | 7,15             | 326 (2022)                        | 46                 | modifier les données · modifier les données |
| Colligny-Maizery                           | 57148      | CC Haut Chemin - Pays de Pange | 6,77             | 564 (2022)                        | 83                 | modifier les données · modifier les données |
| Courcelles-sur-Nied                        | 57156      | CC Haut Chemin - Pays de Pange | 5,06             | 1 188 (2022)                      | 235                | modifier les données · modifier les données |
| Ennery                                     | 57193      | CC Rives de Moselle            | 7,24             | 2 313 (2022)                      | 319                | modifier les données · modifier les données |
| Les Étangs                                 | 57200      | CC Haut Chemin - Pays de Pange | 6,05             | 412 (2022)                        | 68                 | modifier les données · modifier les données |
| Failly                                     | 57204      | CC Haut Chemin - Pays de Pange | 6,74             | 542 (2022)                        | 80                 | modifier les données · modifier les données |
| Flévy                                      | 57219      | CC Rives de Moselle            | 11,58            | 588 (2022)                        | 51                 | modifier les données · modifier les données |
| Glatigny                                   | 57249      | CC Haut Chemin - Pays de Pange | 6,23             | 259 (2022)                        | 42                 | modifier les données · modifier les données |
| Hayes                                      | 57307      | CC Haut Chemin - Pays de Pange | 11,99            | 257 (2022)                        | 21                 | modifier les données · modifier les données |
| Jury                                       | 57351      | Eurométropole de Metz          | 3,17             | 1 383 (2022)                      | 436                | modifier les données · modifier les données |
| Laquenexy                                  | 57385      | Eurométropole de Metz          | 9,09             | 1 254 (2022)                      | 138                | modifier les données · modifier les données |
| Maizeroy                                   | 57431      | CC Haut Chemin - Pays de Pange | 8,73             | 419 (2022)                        | 48                 | modifier les données · modifier les données |
| Malroy                                     | 57438      | CC Rives de Moselle            | 3,54             | 353 (2022)                        | 100                | modifier les données · modifier les données |
| Marsilly                                   | 57449      | CC Haut Chemin - Pays de Pange | 3,22             | 585 (2022)                        | 182                | modifier les données · modifier les données |
| Mécleuves                                  | 57454      | Eurométropole de Metz          | 12,88            | 1 201 (2022)                      | 93                 | modifier les données · modifier les données |
| Mey                                        | 57467      | Eurométropole de Metz          | 1,91             | 308 (2022)                        | 161                | modifier les données · modifier les données |
| Noisseville                                | 57510      | Eurométropole de Metz          | 2,60             | 1 103 (2022)                      | 424                | modifier les données · modifier les données |
| Nouilly                                    | 57512      | Eurométropole de Metz          | 2,40             | 718 (2022)                        | 299                | modifier les données · modifier les données |
| Ogy-Montoy-Flanville                       | 57482      | CC Haut Chemin - Pays de Pange | 10,06            | 1 792 (2022)                      | 178                | modifier les données · modifier les données |
| Pange                                      | 57533      | CC Haut Chemin - Pays de Pange | 8,57             | 870 (2022)                        | 102                | modifier les données · modifier les données |
| Peltre                                     | 57534      | Eurométropole de Metz          | 8,37             | 1 803 (2022)                      | 215                | modifier les données · modifier les données |
| Raville                                    | 57563      | CC Haut Chemin - Pays de Pange | 7,06             | 292 (2022)                        | 41                 | modifier les données · modifier les données |
| Retonfey                                   | 57575      | CC Haut Chemin - Pays de Pange | 9,77             | 1 332 (2022)                      | 136                | modifier les données · modifier les données |
| Saint-Hubert                               | 57612      | CC Haut Chemin - Pays de Pange | 16,04            | 231 (2022)                        | 14                 | modifier les données · modifier les données |
| Saint-Julien-lès-Metz                      | 57616      | Eurométropole de Metz          | 4,55             | 3 562 (2022)                      | 783                | modifier les données · modifier les données |
| Sainte-Barbe                               | 57607      | CC Haut Chemin - Pays de Pange | 13,84            | 783 (2022)                        | 57                 | modifier les données · modifier les données |
| Sanry-lès-Vigy                             | 57626      | CC Haut Chemin - Pays de Pange | 5,55             | 507 (2022)                        | 91                 | modifier les données · modifier les données |
| Sanry-sur-Nied                             | 57627      | CC Haut Chemin - Pays de Pange | 4,81             | 422 (2022)                        | 88                 | modifier les données · modifier les données |
| Servigny-lès-Raville                       | 57648      | CC Haut Chemin - Pays de Pange | 14,20            | 487 (2022)                        | 34                 | modifier les données · modifier les données |
| Servigny-lès-Sainte-Barbe                  | 57649      | CC Haut Chemin - Pays de Pange | 3,09             | 467 (2022)                        | 151                | modifier les données · modifier les données |
| Silly-sur-Nied                             | 57654      | CC Haut Chemin - Pays de Pange | 4,54             | 711 (2022)                        | 157                | modifier les données · modifier les données |
| Sorbey                                     | 57656      | CC Haut Chemin - Pays de Pange | 5,59             | 390 (2022)                        | 70                 | modifier les données · modifier les données |
| Trémery                                    | 57677      | CC Rives de Moselle            | 7,53             | 979 (2022)                        | 130                | modifier les données · modifier les données |
| Vantoux                                    | 57693      | Eurométropole de Metz          | 2,45             | 818 (2022)                        | 334                | modifier les données · modifier les données |
| Vany                                       | 57694      | Eurométropole de Metz          | 3,10             | 473 (2022)                        | 153                | modifier les données · modifier les données |
| Vigy                                       | 57716      | CC Haut Chemin - Pays de Pange | 17,07            | 1 541 (2022)                      | 90                 | modifier les données · modifier les données |
| Vry                                        | 57736      | CC Haut Chemin - Pays de Pange | 15,08            | 629 (2022)                        | 42                 | modifier les données · modifier les données |
| Canton du Pays messin                      | 5716       |                                | 375,92           | 42 168 (2022)                     | 112                | modifier les données                        |

## Démographie
En 2022, le canton comptait 42 168 habitants, en évolution de +3,66 % par rapport à 2016 (Moselle : +0,52 %, France hors Mayotte : +2,11 %).
| 2013   | 2018   | 2022   |
| ------ | ------ | ------ |
| 39 552 | 41 062 | 42 168 |